# 2018年佛罗里达校园枪击案
2018年佛罗里达校园枪击案指当地时间2018年2月14日发生在美国佛罗里达州迈阿密都会区帕克兰玛乔丽·斯通曼·道格拉斯高中的大规模枪击事件。事發當時造成17人死亡，14人送院治疗，加上2名學生自殺共造成19人死亡，因而成为美国历史上死伤最严重的高中枪击事件。疑凶是学校前学生，19岁的尼古拉斯·克鲁兹，他被布劳沃德县警长办公室拘留，接受过堂前，被送往当地一家医院 。这是美国2018年第18宗校園枪击案，也是第八起造成除枪手外的人员受伤的案件。
克鲁兹在案发4年后，因17项谋杀罪与17项谋杀未遂罪名成立，被判终身监禁，不得假释。

## 案件
东部标准时间下午2点40分许，将近放学时间，教职员工和学生听到枪声，紧急启动行动限制。當時駐校警察斯科特·彼得森却未进入教学楼采取任何行动阻止凶手。枪手头戴防毒面具，投掷烟雾弹引發了火灾警报，配备.223口径雷明顿弹AR-15式步枪和多枚弹匣，这把枪于2017年2月在科勒尔斯普林斯枪点合法购得。
他在逃跑时直接混入外逃学生人流中，走到附近一家沃尔玛賣場，在賣場里的赛百味买了一瓶汽水。随后他走去麦当劳，在店内坐了不到一分钟后步行离开。下午3点41分，警方在事发学校3.2公里外逮捕他。根据学校监控摄像头，他被确定为犯罪嫌疑人。

## 受害者
事件造成17名学生和教职员工遇害，另有多人受伤，其中至少14人被送往医院。次日仅剩三人情况危急，第三天仅剩一人。遇难者中，有12名在学校死亡，2人是在校外，1人在街上，2人在医院。
地理老师斯科特·贝格尔（Scott Beigel）在为躲藏的学生锁上教室房门时中枪身亡，由于枪手没有进入房间，部分学生幸存下来。足球助教兼保安亚伦·费斯（Aaron Feis）为两名学生挡子弹时遇难。体育部主管克里斯·希克森（Chris Hixon）朝枪声方向跑去时被杀害 。
15岁的华裔学生王孟杰在案发时抵住教室出口，为同学们逃生争取时间，但不幸被赶来的枪手开枪打中身亡。在网友的请愿下，王孟杰于2月20日全军礼规格安葬，并获西点军校追授为2025届荣誉学员。
其後在2019年3月發生兩名倖存者因此案而自殺的案件，道格拉斯高中槍案的死者增加到19人。

## 嫌犯

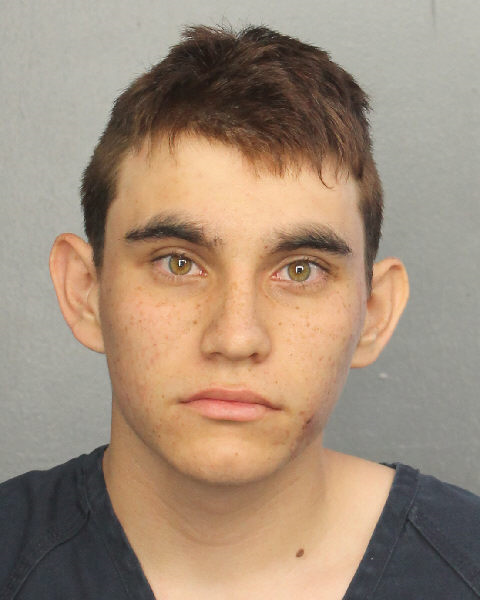
槍擊案嫌犯尼古拉斯·克鲁兹。

嫌犯是该学校之前的学生、19岁的尼古拉斯·雅各布·克鲁兹（Nikolas Jacob Cruz），1998年9月24日出生于佛罗里达州马盖特，两岁时被琳达·克鲁兹和她的丈夫收养。父亲在克鲁兹小时候因心脏病去世，母亲于2017年11月1日死于流感和肺炎，享年68岁。母亲去世后，他和亲戚和朋友们住在一起。此前，克鲁兹曾接受心理健康輔導，但现在没有去。
他之前的数学老师表示，老师之间流传着学校管理层下发的一封电子邮件，警告称克鲁兹威胁了其他学生，导致他被禁止在校园内背背包。后来他因和前女友的男友打架被开除。
克鲁兹曾加入美国少年后备役军官训练营。同班同学表示他愤怒管理很有问题，经常开枪支和枪支暴力类玩笑玩笑，包括“射击场所”。另有人说他“总是紧张兮兮的，经常讲枪，并试图遮住自己的脸。”一位在读学生表示：“我认为所有人都认为如果有人想图谋不轨，这个人可能就是他。”班上也有同学表示，他朋友不多，形单影只地：“他告诉我他是如何被两所私立学校开除的，有两家学校拒收他。他渴望加入军队，喜欢打猎。”克鲁兹也拿杀动物开玩笑。邻居说克鲁兹的妈妈会把警察叫到家里，跟他“讲讲道理”。
布劳沃德县警长斯科特·以色列（Scott Israel）称克鲁兹的网络资料和帐号“极为令人不安”，包含他拿着长刀、霰弹枪、手枪和BB枪等大量武器的圖片和文章。他的YouTube影片出现了暴力恐吓，例如“我想杀死许多许多垃圾的人。”他于2017年9月24日在另一名用户的YouTube影片上留言：“我打算当一位职业学校枪手”，促使这名用户把他报告给了美国联邦调查局。
2018年1月5日，美国联邦调查局公共访问热线曾收到克鲁兹身边人的线报。案发两天后的2月16日，联邦调查局公布了详述该情报的声明。声明指出“打电话的人提到了克鲁兹拥有枪支，渴望杀人，行为怪异，在社交媒体发布扰人帖子，他有可能策划校园枪击案。”调查过后，联邦调查局称热线部门没有遵守协议，将情报提交给迈阿密现场办公室以执行进一步的调查。五个月前，2017年9月24日也收到了另一条关于克鲁兹的情报，称他在一则YouTube视频下评论“我想当一名职业校园枪手”。一名联邦调查局特工进行了调查，但调查局没有认定尼古拉斯·克鲁兹。
布劳沃德县警长办公室于2016年2月5日和2017年11月30日收到关于克鲁兹的威胁。2016年9月23日，一名同儕輔導員通知彼得森高中称克鲁兹有自杀企图，打算买枪，学校表示会进行“威胁评估”。警长办公室在10个月内总共收到了23通关于克鲁兹的电话。
他于2018年2月15日（事发次日）接受傳訊，被控17项预谋谋杀罪和故意杀人罪。如果陪审团判定谋杀罪成立，他将面临死刑。根据布劳沃德县警长办公室的附誓书面证词，他承认犯下杀人罪，表示他将额外装有子弹的弹匣藏在背包中。公设辩护人办公室表示，如果不判处死刑，他将认罪。布劳沃德县的首席公设辩护人表示，目前还不知道克鲁兹律师是否寻求精神障碍辩护。佛罗里达州检察长帕姆·邦迪表示她确定检察官会寻求死刑。
克鲁兹目前被关押在单人囚房。2021年10月20日，克魯茲承認犯下17項一級謀殺罪和17項企圖一級謀殺罪。
2022年10月13日，陪审团以9票赞成、3票反对，决定不对克鲁兹判处死刑。根据佛州法律，需12票一致赞成方可对罪犯判处死刑。量刑阶段，克鲁兹的辩护律师团队曾以胎儿酒精谱系障碍等理由寻求减轻刑罚。陪审团领班本杰明·托马斯（Benjamin Thomas）表示，其中一名陪审员认为克鲁兹患有精神病，因此不该被判死刑。大部分受害者的家属对判决感到不满，认为克鲁兹本应判死刑。佛州州长罗恩·德桑蒂斯在陪审团结果公布后表示，对佛罗里达校园枪手唯一合适的判决是死刑。同年11月2日，克鲁兹被正式判终身监禁且不得假释。

## 反应

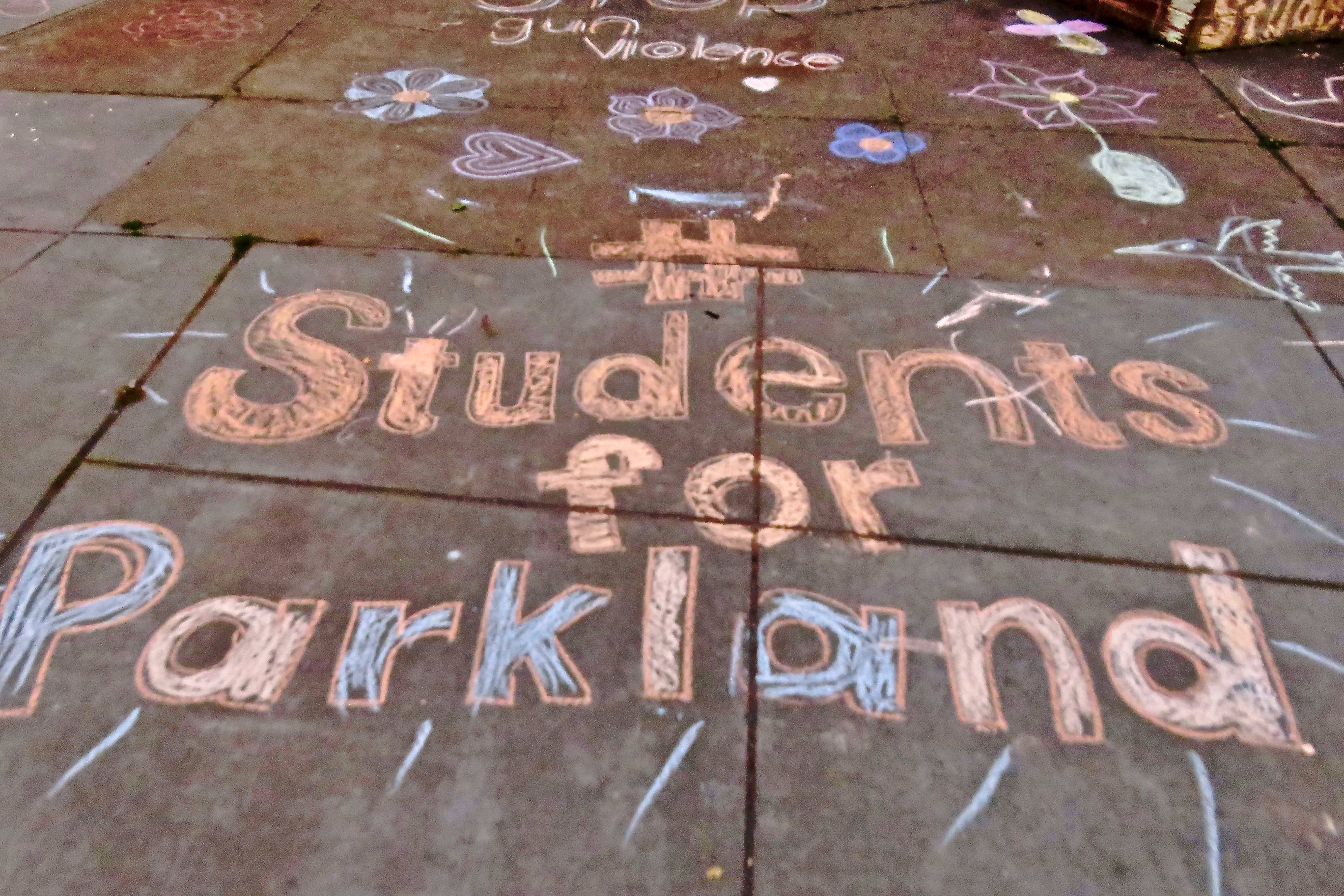
加州为遇难学生举行守夜仪式，民众在道路上刻画标记

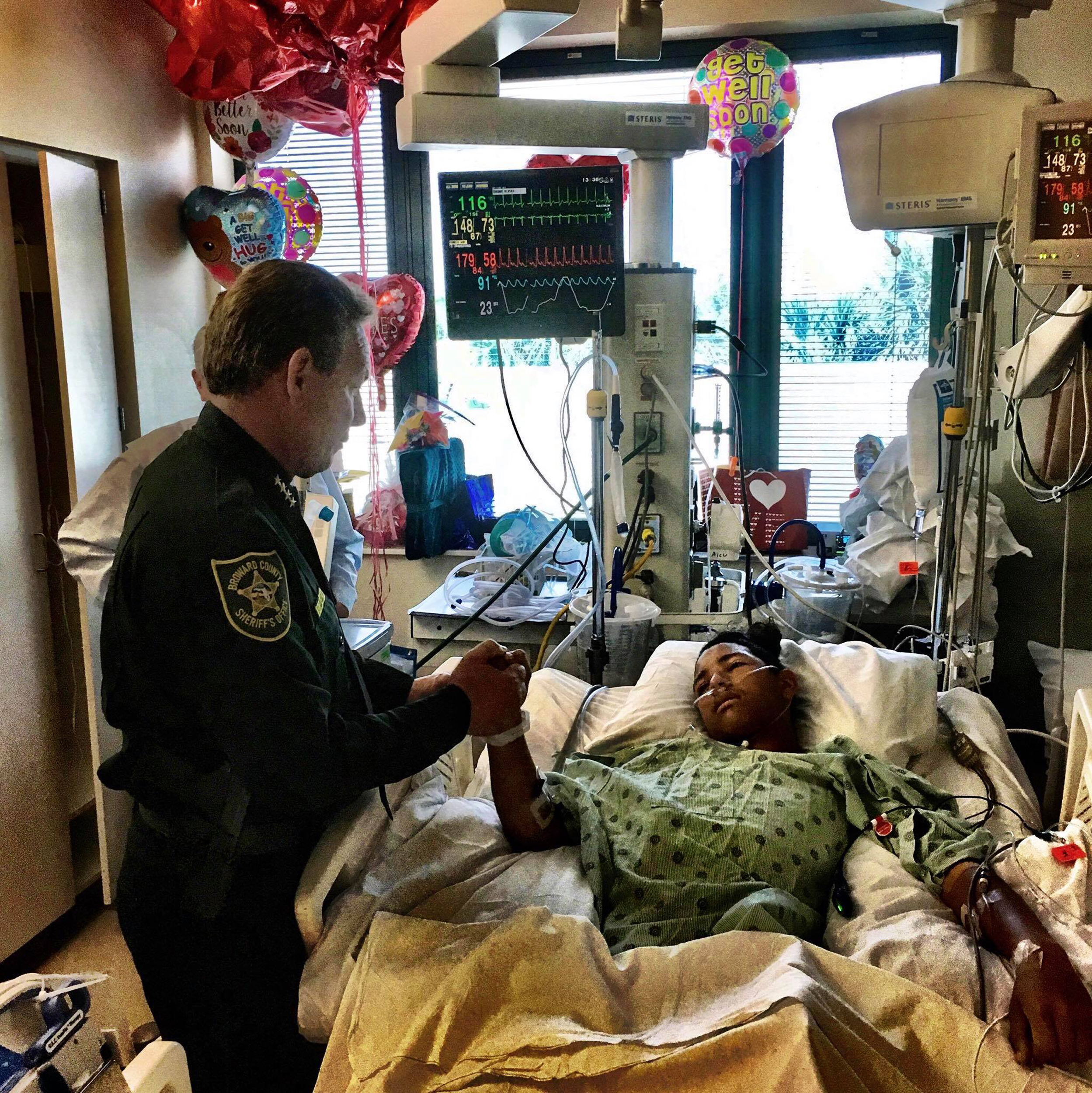
布劳沃德县警长斯科特·以色列案发后第四天到医院探望受害学生。

第一響應者在学校外面搭建了分诊帐篷。同时学校为学生及其家属提供悲伤辅导。此外，佛罗里达州检察长帕姆·邦迪表示葬礼和辅导费用将由国家补贴。在槍擊事件發生當天，佛羅里達及維吉尼亞州所屬的3個郡都被要求學校應增加警力部署。案发地点的大楼将被拆除。
校警斯科特·彼得森没有進入教學樓和克鲁兹對峙，因而被无薪停职，後來彼得森選擇辭職退休。布劳沃德县警长斯科特·以色列表示“副警长彼得森本案全程绝对在校园内”，他应该“走进去，和杀手谈话，击毙杀手。”2019年6月4日，彼得森被佛罗里达警方逮捕，并面临忽视照管儿童、渎职和作伪证等11项刑事指控。

### 政坛反应

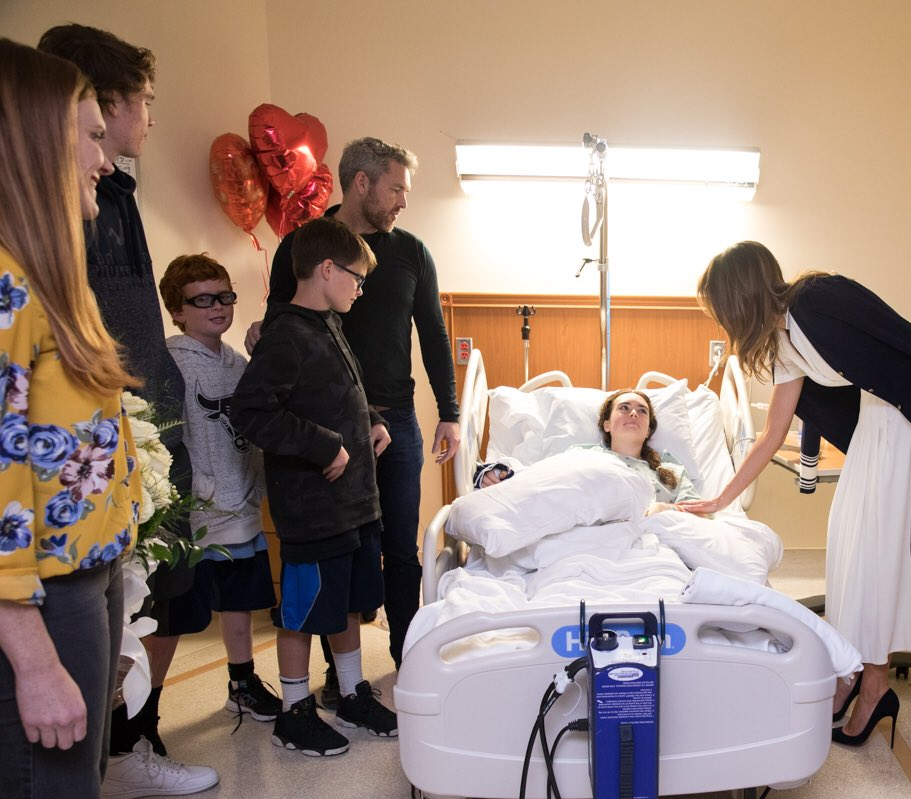
第一夫人梅拉尼亚·特朗普探望受害学生。

总统唐纳德·特朗普和州长里克·斯科特了解到案件情况。特朗普向受害者家属表示祈祷和哀悼，表示“美国的学校不应该让孩子、老师或其他人感到不安全。”在全国电视讲话中，他提到学校安全和心理健康问题。州长斯科特要求州政府办公楼降半旗致哀。后来特朗普也要求全美降半旗致哀。案发两天后，特朗普携妻子梅拉尼亚前往医院探望受害学生，表扬医务人员并和员工合影。
2月22日，特朗普在白宫会见学生及其他有关人士。他让20%的老师持枪上岗，对付组织袭击学生的“疯子”。第二天他在推特上表示“没有枪的学校”是罪犯的“磁铁”：“训练有素、枪法娴熟的老师和教练应该能在警方到场前立即解决问题。厉害的威慑！”
教育心理學教授大衛·柏林納呼籲5月1日勞動節當天發動全國教師大罷工。他說：「如果到了5月1日我們的立法機構都沒有針對槍枝持有問題做出明智妥善的處置，那就是我們該走上街頭的時候。到了5月，教育工作者們應該團結一致，展現集體的力量。」此外，布劳沃德县警长斯科特·以色列呼吁立法机构允许警方扣留、医生将在社交媒体上发表恐吓帖子的人送进医院。
BBC新闻认为共和党人关注心理问题，但以“太过政治化或太快”的理由拒绝就枪支管制进行辩论。在枪击事件的讲话中，特朗普总统没有提到“枪”或“武器”，却倡导解决心理健康和学校安全问题。佛罗里达州参议员马可·卢比奥认为，“大多数”要求实施更严格控枪法律的诉求“既不能预防”此次事件，也不会阻止“近期历史上的任何枪击案”，立法者们应该把注意力放在枪旁边的暴力问题。
州长斯科特呼吁联邦调查局局长克里斯托弗·A·雷辞职，他表示联邦调查局处理不当信息不力，没能阻止枪击案。雷早前表示：“我们仍在调查事实。我正努力深入了解这个案子中发生的事情，同时审视我们回应公众情报的流程。全体美国人都应该保持警惕，当民众和我们保持联系时，我们一定会正确迅速地行动。”

### 控枪辩论

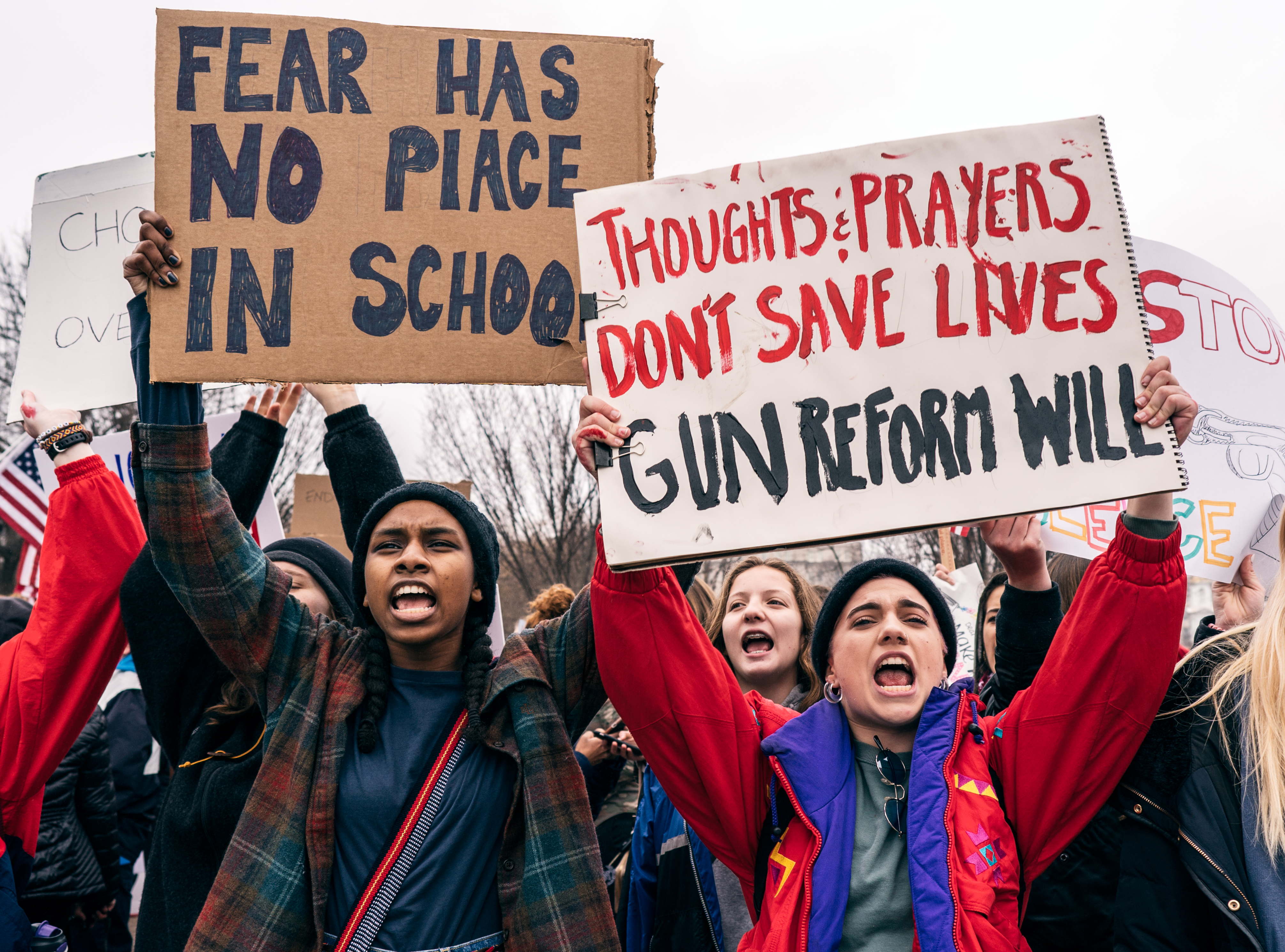
学生们于2018年2月19日在白宫抗议枪支暴力。

案发后不久，舆论迅速转移到政治管控上。部分幸存学生批评当局回应，要求政客们把事情处置妥当，保护更多孩子免遭枪击，好过表达哀悼。部分学生要求实行更严格的枪支管制。幸存学生艾玛·冈萨雷斯发表了慷慨激昂的演讲，谴责政府和总统表达思念和祈祷。自此，她成为反对美國槍械暴力問題抗议运动的青少年领导者之一。有教师表示，即便学校里的人做了周全的准备，伤亡人员仍然很多。她认为政府没有保护好孩子们在学校的安全。布劳沃德县校园警司罗伯·朗西（Rob Runcie）表示：“现在是时候认真讨论控枪立法了。”
布劳沃德县警长斯科特·以色列呼吁立法机构修改佛罗里达州心理健康法案，允许警方拘留或是将在社群媒體上散播恐怖不安的人送进医院，而不仅是惩罚发布明显威胁者：“如果我在说正被炸弹环绕，言下之意可能就是‘我想当连环杀手’，就是在说想夺走他人性命，”他说，“只是拿着把枪，拿着把刀，拿着武器拍张照片，其本身的含义明显不是我们关心的事。”
斯通曼·道格拉斯高中部分幸存学校创设组织“斯通曼惨剧不再有”，在社群媒體上利用标签“#NeverAgain”宣傳資訊。该组织要求采取立法行动，阻止类似枪击案发生，严词谴责美国立法者收取美国全国步枪协会的政治献金。2月17日，组织在劳德代尔堡发起游行，数千名支持者参与。
案发后出现的多起游行呼籲政治立法。妇女游行網路计划在3月14日举行长达17分钟的罢课。“为我们的生命游行”计划3月24日在全国范围内举行学生示威，其中包括在华盛顿特区游行。4月20日，哥伦拜恩校园事件19周年祭当天，戴安娜·拉维奇和大卫·柏林奈将组织教师罢课，里奇菲尔德高中的朗恩·默多克（Lane Murdock）组织学生罢课。
保守派电影工作者迪内·希杜泽嘲笑幸存学生“一天也撑不下去，但给我们上了一堂关于美国社会政策的讲座”。他补充道，一名呼籲控枪的学生看样子受过“媒体制作戏剧表演”“训练”。他的言论被幸存学生和保守政治行动会议谴责。
2月20日，道格拉斯高中学生前往塔拉哈西州议会，观看佛罗里达州众议院反对一项禁止使用突击武器的法案。学生们强烈反对该投票，法案发起人卡洛斯·吉列尔莫·史密斯注意到该投票时机的特殊性，因为道格拉斯高中悲剧，因为佛罗里达州众议院最近通过了一项宣布色情是公共健康威胁的法案。

### 立法
3月份，佛罗里达州议会通过玛乔丽·斯通曼·道格拉斯高中公共安全法案，将购买步枪的最低年龄提高到21岁，设立等候期和背景审查，安排部分学校教职员工持枪上岗并雇佣校警，禁止撞火枪托枪支，根据部分法令逮捕持枪的有暴力倾向或心智不健全的人士。实施共需大约4亿美元开支。州长于3月9日签署法案。同日，全国步枪协会向美国佛罗里达北区联邦地区法院上诉，指控枪支销售年龄限制违反了宪法第二和第四修正案中指18到21岁的公民是成年人的条款。

### 联邦调查局被指处理不当
2018年2月16日，联邦调查局承认它在1月5日曾經收到一位和克鲁兹关系很近的人提交的舉報，指克魯茲有杀人意愿並提供其它令人不安的细节信息，但聯調局方面當時沒有按照既定指引跟進。

### 谣传
案发后，有谣传称案件并未发生，或称事件由“危机演员”策划。举例来说，共和党州议员肖恩·哈里森地区秘书本杰明·A·凯利（Benjamin A. Kelly）向《坦帕湾时报》发去电子邮件称：“图中的孩子并不是学生，而是一有危机就跑过去的演员。”而照片中的“孩子”事实上是在接受有线电视新闻网采访的斯通曼·道格拉斯高中学生，迫于舆论压力，凯利在几个小时后被解雇。前共和党参议员、有线电视新闻网撰稿人杰克·金斯顿暗示示威学生由亿万富翁乔治·索罗斯或是安提法运动资助。有公司制作影片支持斯通曼学生大卫·霍格（David Hogg）是危机演员的说法，它被删除前在YouTube趋势上位列榜首。
保卫民主联盟声称，俄罗斯机器人账户在Twitter和其他平台上大量发布反对控枪的评论，企图分裂美国人，推动紧张局势升温。其他俄罗斯账户则称枪击案是美国政府用来夺取公民枪支的假旗行动。

## 另見
- 美国的大规模枪击事件